# Jens Lyster
Jens Birch Lyster (f. 1942) er æresdoktor i teologi på Københavns Universitet. Han er forfatter til en række artikler og bøger om salmedigteren Hans Christensen Sthen.
I 1971 blev han teologisk kandidat fra Københavns Universitet og ordineret til præst. Samme år blev han formand for Salmehistorisk Selskab og stiftede han salmetidsskriftet "Hymnologiske Meddelelser", som han var ansvarshavende redaktør for i 17 år. Siden 1977 har han været medlem af Det Danske Sprog- og Litteraturselskab. Sekretær for '78-tillægget til Den Danske Salmebog. I 1983-1989 underviste Jens Lyster i hymnologi ved Pastoralseminariet i Århus, og har desuden lejlighedsvis undervist på Præstehøjskolen i Løgumkloster. I 1995 modtog han Lis Jacobsen-prisen og 1997 Gads Fonds litteraturpris.
Jens Lyster har virket som sognepræst i Sønder Dalby-Tureby-Ulse-Øster Egede (1974-1977), på Sjællands Odde (1977-1988) og i Notmark på Als (1988-2006).

## Udgivelser
Kommentar- og registerbind til "Middelalderens danske Bønnebøger" 1982 (medudgiver).
Hans Christensen Sthens Skrifter bind I, 1994, og bind II, 2003. Bind III-IV forventes udgivet i 2010.
Talrige artikler om salmer og salmedigtere i "Hymnologiske Meddelelser" og andre tidsskrifter, årsskrifter og festskrifter, og kronikker og debatartikler i dagspressen.